# Erdélyi Ignác
Erdélyi Ignác (Zsigárd, 1828. február 8. – 1885. augusztus 15.) magyar misszionárius Kínában.

## Élete
Szegény földműves szülőktől származott; a gimnázium elvégzése után a bölcseleti tanfolyamra a nagyszombati papnevelőbe lépett, a teológiát pedig az esztergomi papnevelőben hallgatta. 1854. március 12. misés-pappá szenteltetett és Vadkertre küldetett segédlelkésznek. Már itt kezdette meg önsanyargatásait: papsága második vagy harmadik évétől kezdve soha húst, de még főtt ételt sem evett, csupán kenyérrel és gyümölccsel táplálkozott; ágyban nem hált, hanem vagy a puszta földön, vagy egy lócán, este pedig ostorozta magát, a keresztúti imákat végezve. 1859 január elején teljesült kiolthatatlan vágya, hogy misszionariussá lehessen; főpásztora Scitovszky bíboros végre engedett kérésének és elbocsátotta Rómába, ahol a missziótársaságba felvették és az újonci két évre Párizsba küldték; két év mulva Kínába utazott és ott megkezdte misszionáriusi működését. Huszonöt évet töltött Kínában és ebből tizenötöt folyton a misszióban, nap nap után prédikálva; mert az utolsó tíz évben betegeskedése sokat gátolta őt hivatásának teljesítésében.

## Munkái
Leveleit a Magyar Sion és Új Magyar Sion közölte az 1860-as évektől kezdve 1883-ig; jelentek meg azonban levelei a Hazánk s a Külföldben (1886.), az Egyházi Lapokban (1868–69.) és a Magyar Államban is. Egyik levelében nálunk gyűjtést kért rendeztetni egy kintornára (sipláda); miután azon tapasztalatra jutott, hogy egy ilyennek zenéjével nagyon szép számú hallgatóságot tudott prédikációihoz édesgetni, s azon kecsegtetéssel, hogy beszédje végén ujra fog kintornán játszani, kezdő hallgatóit együtt is tudta tartani.